# Tatort: Inferno
Inferno ist ein Fernsehfilm aus der Fernseh-Kriminalreihe Tatort, der am 14. April 2019 erstmals im Ersten gesendet wurde. Es ist die 1090. Folge der Tatort-Reihe und der 14. Fall der Ermittler Faber, Bönisch und Dalay, davon der vierte mit Pawlak.

## Handlung
Die Internistin Dr. Gisela Mohnheim wird frühmorgens tot im Ruheraum der Notaufnahme des Krankenhauses gefunden. Sie ist teilweise entkleidet, ihr Kopf steckt in einer Plastiktüte. Man erwägt einen Suizid, aber die Zimmertür war von außen verschlossen. Die Dortmunder Kommissare Faber, Bönisch, Dalay und Pawlak stoßen auf überlastete Ärzte und Pfleger, die für akute Notfälle im Dauereinsatz sind. Der Chefarzt der chronisch unterbesetzten Abteilung schließt aus, dass jemand vom Klinikpersonal etwas mit dem Tod der Kollegin zu tun haben könnte. Eine Patientin erinnert sich aber, einen Streit der Internistin mit einem Mann und eine Umarmung mitbekommen zu haben. Diese Zeugin wird kurz darauf nur knapp vor den tödlichen Folgen eines Behandlungsfehlers gerettet. Wollte jemand sie beseitigen? Die Ermittler verdächtigen zunächst einen Pfleger. Dieser nimmt sich jedoch das Leben. Es stellt sich heraus, dass er unglücklich verliebt in die Ärztin war. Diese allerdings war mit dem Chefarzt liiert. Der Pfleger erforschte den Werdegang des Psychiaters und fand heraus, dass seine ärztlichen Examina gefälscht sind. Möglicherweise war auch das Mordopfer informiert. Kommissar Faber mit seinen Traumata hatte allerdings Vertrauen zu dem falschen Arzt gefasst und sucht ihn privat auf. Im Gespräch ist derselbe geständig, seine Lüge durch Mord verdeckt zu haben. Er will aber auch Faber ums Leben bringen. Dieser wird von den Kollegen gerettet, rast dann aber kurz darauf dem Täter auf der Flucht ins Auto, der festgenommen wird. Der verletzte Faber wird in die Notaufnahme eingeliefert.

## Hintergrund
Der Film wurde vom 4. April bis 4. Mai 2018 gedreht.

## Rezeption

### Kritiken
Bei Spiegel online erhielt der Film eine Bewertung von acht von zehn möglichen Punkten. Autor Christian Buß lobte die Verknüpfung des Kriminalfalles mit Fabers persönlichem Trauma: „Wenn um einen herum alle krank sind, kann der eigene Krankheitszustand ja nur ein Ermittlungsvorteil sein.“
Der Film-Dienst bewertete den Film mit drei von fünf möglichen Sternen und beurteilte ihn als einen Krimi, der als Psychodrama markante Akzente setze. Die weitgehende Konzentration auf den Mikrokosmos Notaufnahme sei ambitioniert, gewinne durch die vereinfachende Darstellung aber keine gesellschaftliche Brisanz.
Die Journalistin Claudia Schwartz fasste den Film in der NZZ als „ein psychologisch starkes Stück“ zusammen und lobte: „Mehr Überraschung und mehr Spannung bis zur nächsten Folge geht nicht, Chapeau!“ Das menschliche Drama in dem Film sei „ziemlich eindrücklich“.

### Einschaltquoten
Die Erstausstrahlung von Inferno am 14. April 2019 wurde in Deutschland von 8,63 Millionen Zuschauern gesehen und erreichte einen Marktanteil von 24,6 % für Das Erste.